# Nyame
Nyame (o Onyamekopon) és el déu del cel omniscient i omnipotent dels àkans, un grup ètnic de l'Àfrica occidental. La seva muller és Asase Ya i tenen dos fills, Bia i Anansi.